# Comté de Citrus
Pour les articles homonymes, voir Citrus (homonymie).
Le comté de Citrus est un comté situé dans l'État de Floride, aux États-Unis. Sa population était de 153 843 habitants en 2020. Son chef-lieu est Inverness.

## Histoire
Le comté fut créé en 1887, il faisait partie auparavant du comté de Hernando. Il doit son nom aux nombreux citronniers (citrus trees) qui y étaient plantés.  La production de citrons déclina très fortement après les grandes gelées de l'hiver 1894-1895. Aujourd'hui on ne trouve pratiquement plus de plantations de citronniers que sur Bellamy Grove.
Le lac Tsala Apopka et les mines de phosphate jouèrent également un rôle important dans l'histoire du comté. L'exploitation des mines se poursuivit jusqu'à la fin de la Seconde Guerre mondiale. Le premier journal du comté se nommait d'ailleurs le Phosphate Times.

## Comtés adjacents
- Comté de Levy (nord-ouest)
- Comté de Marion (nord-est)
- Comté de Sumter (est)
- Comté de Hernando (sud)

## Villes

### Municipalités
- Crystal River
- Inverness

### Localités
- Beverly Hills
- Black Diamond
- Citrus Hills
- Citrus Springs
- Floral City
- Hernando
- Homosassa Springs
- Homosassa
- Inverness Highlands North
- Inverness Highlands South
- Lecanto
- Meadowcrest
- Pine Ridge
- Sugarmill Woods

## Démographie
| Groupe                           | Comté de Citrus | Floride | États-Unis |
| -------------------------------- | --------------- | ------- | ---------- |
| Blancs                           | 93,0            | 75,0    | 72,4       |
| Afro-Américains                  | 2,8             | 16,0    | 12,6       |
| Métis                            | 1,6             | 2,5     | 2,9        |
| Asiatiques                       | 1,4             | 2,4     | 4,8        |
| Autres                           | 0,8             | 3,7     | 6,4        |
| Amérindiens                      | 0,3             | 0,4     | 0,9        |
| Total                            | 100             | 100     | 100        |
|                                  |                 |         |            |
| Hispaniques et Latino-Américains | 4,7             | 22,5    | 16,7       |

| 1890  | 1900  | 1910  | 1920  | 1930  | 1940  |
| ----- | ----- | ----- | ----- | ----- | ----- |
| 2 394 | 5 391 | 6 731 | 5 220 | 5 516 | 5 846 |

| 1950  | 1960  | 1970   | 1980   | 1990   | 2000    |
| ----- | ----- | ------ | ------ | ------ | ------- |
| 6 111 | 9 268 | 19 196 | 54 703 | 93 515 | 118 085 |

| 2010    | - | - | - | - | - |
| ------- | - | - | - | - | - |
| 141 236 | - | - | - | - | - |